# رویداد غدیر خم
غدیر خم نام برکه‌ای کوچک و ناحیه‌ای میان مکه و مدینه است که بر اساس روایات شیعیان و سنیان محمد، پیامبر اسلام، در ۱۸ ذی‌الحجه سال ۱۰ هجری قمری علی بن ابی طالب را «مولای» مؤمنان اعلام کرد. سال‌روز این واقعه در میان شیعیان به عید غدیر شهرت‌دارد.
بر اساس برخی روایات، محمد در بازگشت از آخرین حج خود همه مسلمانانی را که در حج شرکت داشتند در غدیر خم جمع و خطبه‌ای ایراد کرد که عبارت معروف مَن کُنتُ مَولاهُ فَهذا علیٌ مَولاه (ترجمه: هرکه من مولای اویم پس علی مولای اوست)
قسمتی از آن است. ولی یا مولا به معنای رهبر یا دوست قابل اعتماد و با کلمه ولایت (با کسر واو) یا وَلایت (با فتح واو) که حکومت، غلبه معنوی و قدرت معنی می‌دهد، مرتبط است. وقوع این رخداد و بیان سخنان با تفاوت‌هایی در عبارات حدیث متواتر مورد قبول بین شیعه و سنی می‌باشد. اما، در تفسیر حدیث غدیر خم در بین شیعه و سنی اختلاف وجود دارد. شیعیان معتقدند که او در آنجا علی بن ابی‌طالب را به‌عنوان وصی و برادر و جانشین خود از جانب الله معرفی کرد. اهل سنت این حدیث را به خاطر خصومت‌های صحابه با علی که در یمن بر سر تقسیم غنائم جنگی رخ داد می‌دانند که علی گفت بگذارید پیامبر میان ما غنائم را تقسیم کند اما صحابه مخالفت کردند و علی داستان را به محمد گفت و محمد به همین خاطر تنها آن را به‌منزلهٔ اظهار نزدیکی پیامبر به علی و دعوت به دوستی با او و رفع کینه‌ها می‌دانند و اینکه علی به عنوان پسر عمو و فرزندخوانده اش جانشین او در مسئولیت‌های خانوادگی اش پس از مرگ شود.
برخی محققان مانند استیون شومیکر با نظر به هشدارهای آخرالزمانی متعددی که در قرآن وجود دارند، معتقدند محمد باور داشته آخرالزمان به زودی و پیش از مرگ خودش فرامی‌رسد و به همین جهت برای خود جانشینی تعیین نکرد. به گفته محمود ایوب و فرد دانر، از آنجا که قرار بوده جهان هر لحظه به پایان برسد و نابود شود، اساساً مسائل بلندمدتی مثل جانشینی بی‌اهمیت می‌شوند، زیرا محمد انتظار نداشته پیروانش عمری درازتر از خودش داشته باشند.

## جغرافیای غدیر خم
«غدیر خم» نام ناحیه‌ای در میان مکه و مدینه است که بر سر راه حاجیان قرار دارد و به خاطر وجود برکه‌ای در این محل که در آن آب باران جمع می‌شده‌است، به این نام شهرت یافته‌است. غدیر در ۳–۴ کیلومتری جحفه واقع شده و جحفه در ۶۴ کیلومتری مکه قرار دارد که یکی از میقات‌های پنجگانه‌است. در جحفه راه اهالی مصر، مدینه، عراق و شام از یکدیگر جدا می‌شود. غدیر خم به سبب وجود آب و چندین درخت کهنسال، محل توقف و استراحت کاروانیان بود؛ اما با وجود گرمای طاقت فرسای عربستان رویداد غدیر در اواخر اسفند ماه رخ داد و آن‌چنان گرم نبود.

## رخداد غدیر خم
در ۱۸ ذی‌حجه سال دهم هجری در زمان بازگشت از حجةالوداع، محمد در محلی به نام غدیر خم توقف کرد تا همراهانش گرد او آیند. به دلیل گرمای هوا، منبر سایه‌بان‌داری برای او ساختند. سپس بالای آن رفته و خطبه ای ایراد کرد و بعد از آن علی را فراخواند و دست او را گرفت. بعد از حجاج پرسید: ای مردم، آیا من از خود شما، به ولایت [سرپرستی] شما سزاوارتر نیستم؟ مردم پاسخ دادند: آری، ای رسول خدا. محمد گفت: خداوند ولی من است و من ولی مؤمنین‌ام و من به خود شما، به ولایت [سرپرستی] شما سزاوار ترم. سپس محمد جمله معروف «هرکس که من مولای او هستم، از این پس علی مولای اوست» را بر زبان راند. محمد سه بار این جمله را تکرار کرد. در برخی روایات بلندتر جمله: «خداوندا، دوست بدار و سرپرستی کن هر کسی را که علی را دوست دارد و او را مولای خود بداند و دشمن بدار هر کسی را که او را دشمن می‌دارد و یاری نما هر کسی را که او را یاری می‌نماید و به حال خود رها کن هر کس را که او را وا می‌گذارد.» نیز روایت شده‌است. سپس خطاب به مردم گفت: «حاضران این پیام را به غایبان برسانند».

### روایت شیعه
روایت فوق در میان شیعه و سنی پذیرفته شده‌است؛ اما در منابع شیعه جزئیات بیشتری دربارهٔ این رویداد موجود است. در این روایات، محمد عنوان می‌کند که پیش از این هم از طریق وحی الهی آگاه شده‌است که علی پس از او رهبر امت اسلام خواهد بود؛ ولی این را آشکار نکرده بود تا زمانی که اطمینان داشته باشد مخالفتی از سوی مسلمانان نسبت به انتخاب علی به عنوان جانشین وجود نخواهد داشت.

### نزولآیه تبلیغ
به گفته مفسران شیعه، در غدیر خم آیه ۶۷ سوره مائده حاوی ای پیامبر! آنچه را از سوی پروردگارت بر تو نازل شده [به مردم] برسان. اگر این کار را نکنی، رسالت الهی را به انجام نرسانده‌ای و خداوند از مردم نگاهت خواهد داشت بر محمد نازل شد. بنا به برخی از منابع متاخرتر، قرآن پیش از اینکه توسط دشمنان علی تحریف شود، به جانشینی علی پس از درگذشت پیامبر اسلام اشاره کرده‌است.
همه مفسران شیعه معتقدند آیه فوق در غدیر خم دربارهٔ ولایت و جانشینی علی نازل شده و حدود ۳۶۰ تن از دانشمندان اهل سنت نیز این مطلب را پذیرفته‌اند. واحدی در کتاب اسباب، سیوطی در کتاب الدرالمنثور، فخر رازی در تفسیر رازی، نیشابوری در تفسیر نیشابوری، قندوزی در ینابیع الموده، آلوسی در تفسیر آلوسی، المنار ج ۶، تاریخ بغداد، ج ۸، تاریخ یعقوبی ج ۲، شبلنجی در نور الابصار، مسند احمد بن حنبل، نسائی در خصائص، عقدالفرید، سیوطی در تاریخ خلفاء، اسعاف الراغبین، مصابیح السنه، حلیه‌الاولیاء، نثر اللیالی، واحدی در اسباب النزول، فخرالدین رازی در تفسیر مفاتیح الغیب، ترمذی، در صحیح، ابن کثیر در بدایه و النهایه برخی از این مفسران هستند.
پس از آن، محمد دستور توقف کاروان را صادر نمود و گفت آنانی که پیشاپیش حرکت می‌کنند، به محل غدیر بازگردند و کسانی که عقب مانده‌اند، به کاروان ملحق شوند. سپس خطبه ای ایراد کرد و بعد از آن دست علی را بالا برد و عبارت «هرکس من مولای او هستم، از این پس علی مولای اوست» را به سمع مسلمانان رساند که به اعتقاد شیعه اعلام رسمی علی به عنوان جانشین بود. او همچنین از مرگ قریب‌الوقوع خود خبر داد و به مسلمین تأکید کرد از دو چیز دور نشوند: قرآن و اهل‌بیت او. پس از اقامه نماز، محمد و علی به چادر پیامبر اسلام رفتند و بعد بنا به دستور محمد، علی با مسلمانان که او را امیرالمؤمنین خطاب می‌کردند، بیعت کرد. در میان آنان که با علی بیعت کردند، خلفای آتی ابوبکر و عمر و به علاوه ابن‌عباس بودند. حسان بن ثابتِ شاعر با تأیید محمد شعری به افتخار انتخاب علی سرود. آنگاه محمد آن روز را بزرگ‌ترین عید مسلمانان نامید.
پس از این سخنرانی محمد و همراهانش به مدینه بازگشتند. فاصله درگذشت محمد تا آغاز خلافت علی حدود بیست و پنج سال طول کشید که در این مدت زمامداری مسلمین و خلافت در دست ابوبکر و عمر و عثمان بود.

### خطبه غدیر
همان‌طور که گفته شده زمانی که کاروان حج به منطقه غدیر رسید و جبرئیل آیه تبلیغ را بر محمد نازل و او را مأمور به ابلاغ ولایت علی بن ابی طالب کرد. کاروانیان به دستور محمد توقف کردند. پس از نماز ظهر، منبری آماده کردند و محمد خطبه‌ای خواند. متن خطبه به سه طریق از محمد نقل شده‌است: روایت محمد باقر، روایت حذیفة بن یمان و روایت زید بن ارقم.

## تاریخ‌نگاری روایت حدیث غدیر

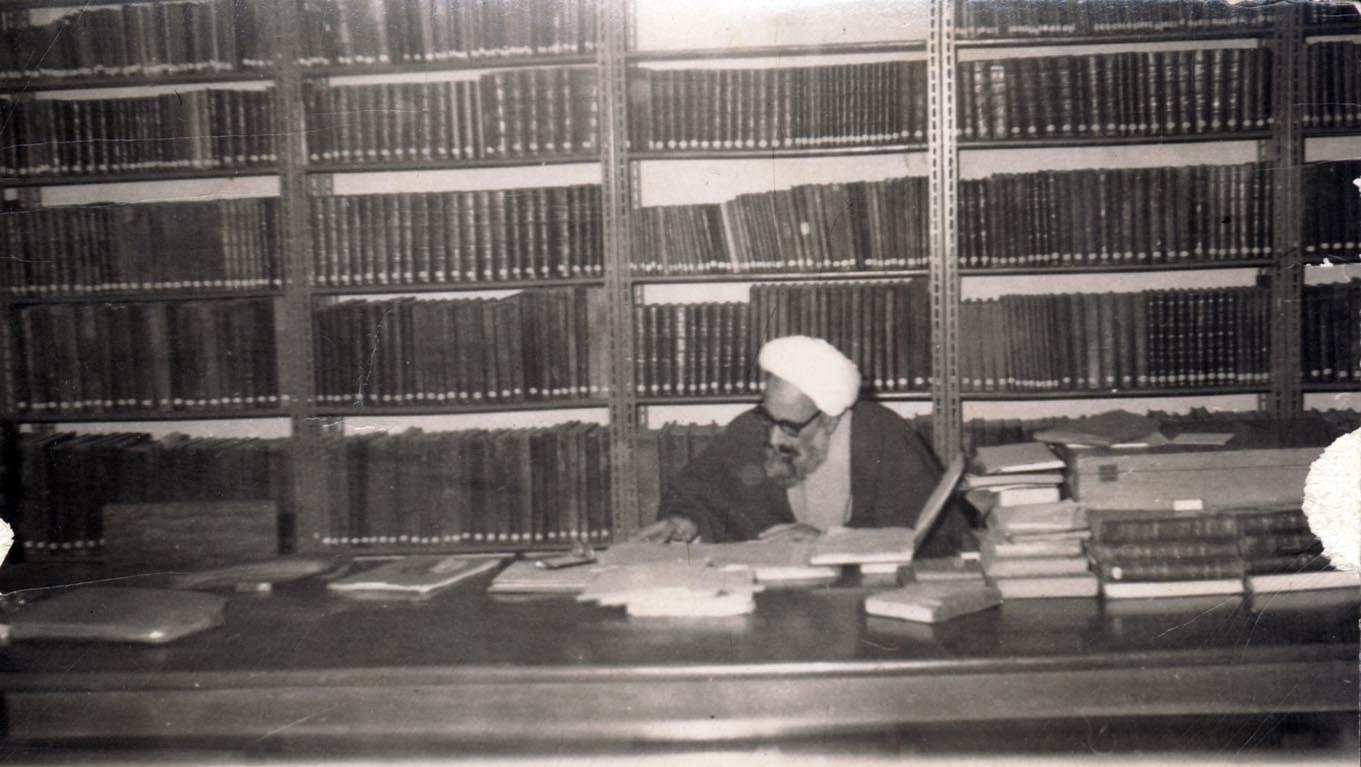
علامه امینی در حال مطالعه

### کتاب الغدیر

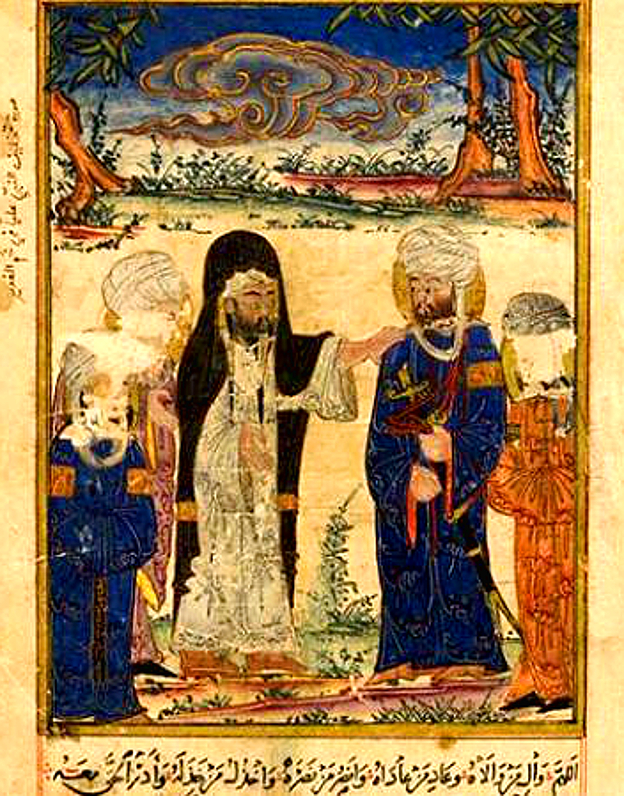
نگاره‌ای از صحنه‌ای از غدیر خم. منسوب به کتاب الآثار الباقیة عن القرون الخالیة متعلق به بیرونی. در کتابخانه دانشگاه ادینبرو انگلستان.

## عید غدیر خم

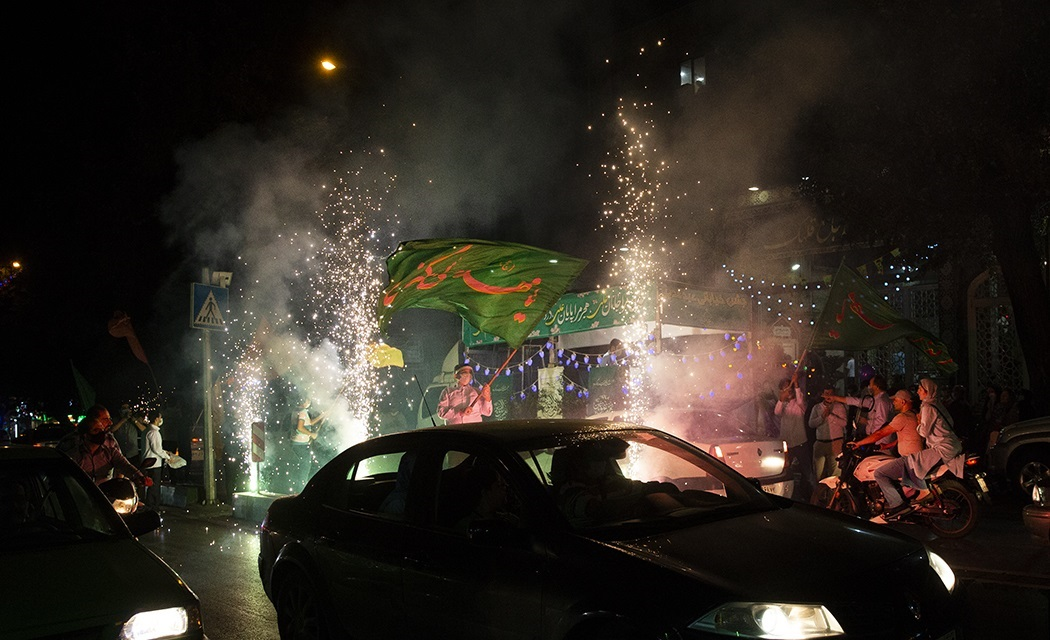
عید غدیر

## تاریخچه جشن عید

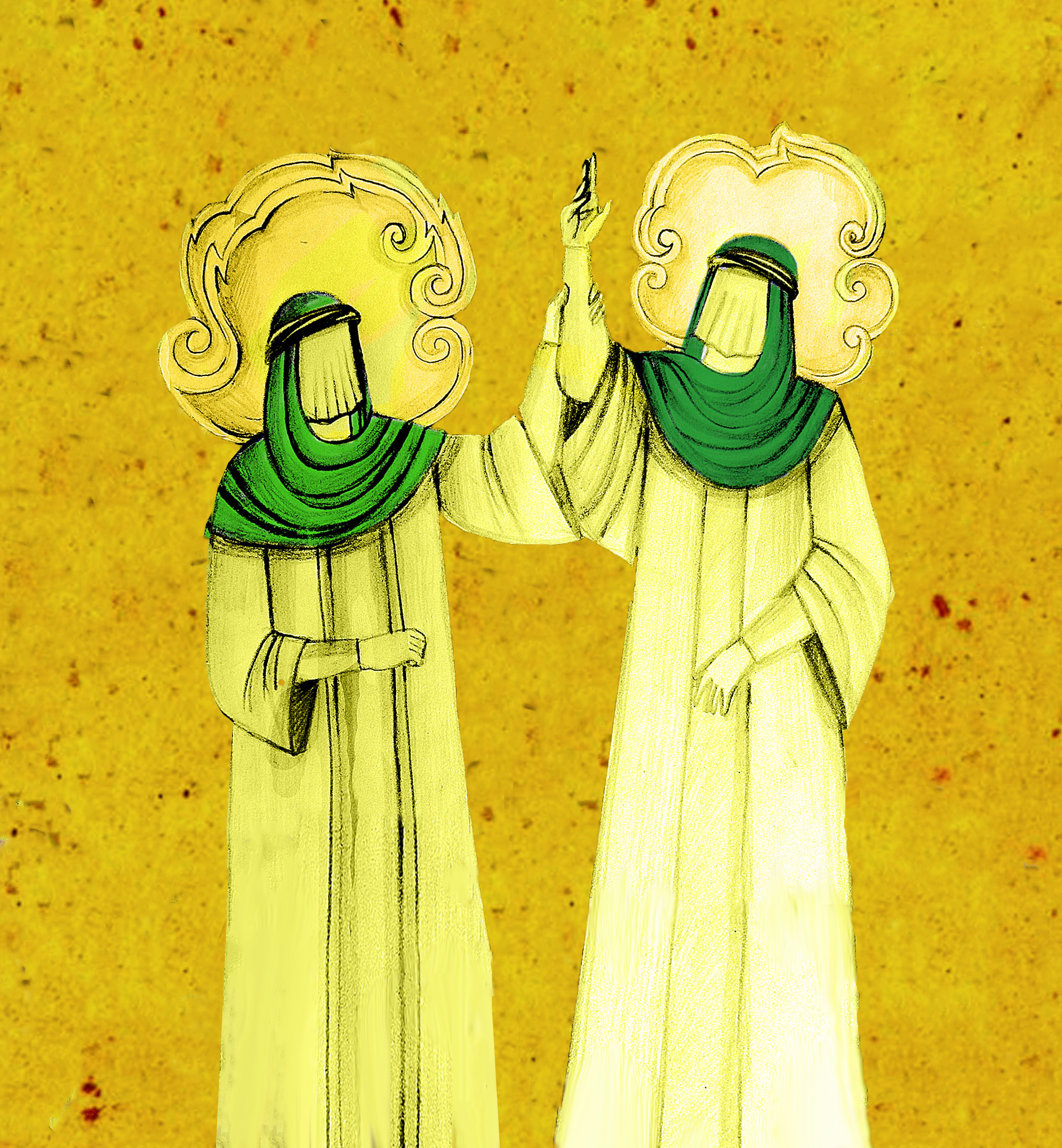

#### مفاد خطبه غدیر
- حمد و ثنای الهی
- فرمان الهی برای مطلبی مهم
- زمینه‌چینی معرفی امام
- معرفی علی به عنوان جانشین
- تأکید بر توجه امت به مسئله امامت
- اشاره به کارشکنی‌های منافقین
- پیروان اهل بیت و دشمنانشان
- حجه قائم
- مطرح کردن بیعت
- حلال و حرام، واجبات و محرمات
- بیعت گرفتن[۱۷][۱۸][۱۹][۲۰]